# Claudio Maioli
Claudio Maioli (Cremona, 13 novembre 1947) è un compositore, arrangiatore, tastierista e pianista italiano.
Ha esordito nel 1974 come pianista di Lucio Battisti e come compositore di musiche per la televisione per la sigla del cartone animato Pat, la ragazza del baseball, cantata da Le Mele Verdi. È anche il compositore e cantante della sigla italiana di Ken il guerriero.

## Collaborazioni
- 1974 – Lucio Battisti - Anima latina tastiera, pianoforte
- 1976 – Lucio Battisti - Lucio Battisti, la batteria, il contrabbasso, eccetera tastiera (tranne in Io ti venderei)
- 1976 – Antonello Venditti - Ullàlla tastiera
- 1976 – Ivan Graziani - Ballata per 4 stagioni pianoforte, Fender Rhodes, ARP, arrangiamento di "Il mio cerchio azzurro"
- 1977 – Ivan Graziani - I lupi pianoforte, Fender Rhodes
- 1977 – Lucio Battisti - Io tu noi tutti tastiera nelle basi utilizzate per Amarsi un po’, Si, viaggiare e Questione di cellule, registrate nel 1976.
- 1978 – Ivan Graziani - Pigro tastiera
- 1978 – Lucio Battisti - Images tastiera nelle basi utilizzate per To Feel in Love e Keep on Cruising, registrate nel 1976.
- 1979 – Ivan Graziani - Agnese dolce Agnese piano elettrico
- 2024 – Davide Matrisciano - Libidal piano elettrico nel brano “Strobosfera”, synth nel brano “Libidal”, cori nel brano “Bebi mia”

## Colonne sonore (parziale)
- 1986 – Ken il Guerriero (con lo pseudonimo "Spectra")
- 1987 – Teresa, regia di Dino Risi
- 2010 – Nino il mio amico ninja (con lo pseudonimo "Spectra")